# Phytoliriomyza calva
Phytoliriomyza calva är en tvåvingeart som beskrevs av Zlobin 1996. Phytoliriomyza calva ingår i släktet Phytoliriomyza och familjen minerarflugor.
Artens utbredningsområde är Grenada. Inga underarter finns listade i Catalogue of Life.